# Andraž Šporar
Andraž Šporar (Lubiana, 27 febbraio 1994) è un calciatore sloveno, attaccante dell'Alanyaspor e della nazionale slovena.

## Carriera

### Club
L'8 dicembre 2015 il Basilea annuncia l'ingaggio del giocatore, con un contratto valido fino al 2020.

### Nazionale
Ha esordito con la nazionale Under-21 slovena durante le qualificazioni ai campionati europei di categoria.

## Statistiche

### Presenze e reti nei club
Statistiche aggiornate al 7 maggio 2022.
| Stagione                 | Squadra                  | Campionato               | Campionato | Campionato | Coppe nazionali | Coppe nazionali | Coppe nazionali | Coppe continentali | Coppe continentali | Coppe continentali | Altre coppe | Altre coppe | Altre coppe | Totale | Totale |
| Stagione                 | Squadra                  | Comp                     | Pres       | Reti       | Comp            | Pres            | Reti            | Comp               | Pres               | Reti               | Comp        | Pres        | Reti        | Pres   | Reti   |
| ------------------------ | ------------------------ | ------------------------ | ---------- | ---------- | --------------- | --------------- | --------------- | ------------------ | ------------------ | ------------------ | ----------- | ----------- | ----------- | ------ | ------ |
| 2011-2012                | Interblock               | DSL                      | 21         | 10         | CS              | 3               | 1               |                    | -                  | -                  |             | -           | -           | 24     | 11     |
| 2012-2013                | Olimpia Lubiana          | PSL                      | 28         | 11         | CS              | 2               | 0               | UEL                | 4                  | 0                  |             | -           | -           | 34     | 11     |
| 2013-2014                | Olimpia Lubiana          | PSL                      | 17         | 5          | CS              | 3               | 3               | UEL                | 2                  | 1                  |             | -           | -           | 22     | 9      |
| 2014-2015                | Olimpia Lubiana          | PSL                      | 32         | 13         | CS              | 2               | 0               |                    | -                  | -                  |             | -           | -           | 34     | 13     |
| 2015-gen.2016            | Olimpia Lubiana          | PSL                      | 18         | 17         |                 | -               | -               |                    | -                  | -                  |             | -           | -           | 18     | 17     |
| Totale Olimpia Lubiana   | Totale Olimpia Lubiana   | Totale Olimpia Lubiana   | 95         | 46         |                 | 7               | 3               |                    | 6                  | 1                  |             | -           | -           | 108    | 50     |
| gen. 2016                | Basilea                  | SL                       | 1          | 0          |                 | -               | -               |                    | -                  | -                  |             | -           | -           | 1      | 0      |
| 2016-2017                | Basilea                  | SL                       | 18         | 1          | CS              | 3               | 0               | UCL                | 4                  | 0                  |             | -           | -           | 25     | 1      |
| Totale Basilea           | Totale Basilea           | Totale Basilea           | 19         | 1          |                 | 3               | 0               |                    | 4                  | 0                  |             | -           | -           | 26     | 1      |
| 2017-gen. 2018           | Arminia Bielefeld        | 2.BL                     | 9          | 2          | CG              | 1               | 0               |                    | -                  | -                  |             | -           | -           | 10     | 2      |
| gen. 2018                | Slovan Bratislava        | SL                       | 12         | 3          | CS              | 4               | 3               |                    | -                  | -                  |             | -           | -           | 16     | 6      |
| 2018-2019                | Slovan Bratislava        | SL                       | 30         | 29         |                 | -               | -               | UEL                | 6                  | 5                  |             | -           | -           | 36     | 34     |
| 2019-gen.2020            | Slovan Bratislava        | SL                       | 11         | 12         | CS              | 1               | 1               | UCL + UEL          | 2+12               | 1+6                |             | -           | -           | 26     | 20     |
| Totale Slovan Bratislava | Totale Slovan Bratislava | Totale Slovan Bratislava | 53         | 44         |                 | 5               | 4               |                    | 20                 | 12                 |             | -           | -           | 78     | 60     |
| gen-giu.2020             | Sporting Lisbona         | PL                       | 16         | 6          | TP              | -               | -               | UEL                | 2                  | 1                  | -           | -           | -           | 18     | 7      |
| 2020-gen.2021            | Sporting Lisbona         | PL                       | 13         | 3          | TP+CdL          | 2+2             | 0+1             | UEL                | 2                  | 0                  | -           | -           | -           | 19     | 4      |
| Totale Sporting          | Totale Sporting          | Totale Sporting          | 29         | 9          |                 | 4               | 1               |                    | 4                  | 1                  |             | -           | -           | 37     | 11     |
| gen.-giu.2021            | Braga                    | PL                       | 16         | 3          | TP+CdL          | 3+0             | 0+0             | UEL                | 2                  | 0                  | -           | -           | -           | 21     | 3      |
| 2021-2022                | Middlesbrough            | FLC                      | 35         | 8          | FACup+CdL       | 2+0             | 0+0             | -                  | -                  | -                  | -           | -           | -           | 37     | 8      |
| 2022-2023                | Panathīnaïkos            | SLE                      | 29         | 11         | KE              | 3               | 2               | UECL               | 2                  | 1                  | -           | -           | -           | 34     | 14     |
| Totale Carriera          | Totale Carriera          | Totale Carriera          | 306        | 134        |                 | 31              | 11              |                    | 38                 | 15                 |             | -           | -           | 375    | 160    |

### Cronologia presenze e reti in nazionale
| Cronologia completa delle presenze e delle reti in nazionale ― Slovenia | Cronologia completa delle presenze e delle reti in nazionale ― Slovenia | Cronologia completa delle presenze e delle reti in nazionale ― Slovenia | Cronologia completa delle presenze e delle reti in nazionale ― Slovenia | Cronologia completa delle presenze e delle reti in nazionale ― Slovenia | Cronologia completa delle presenze e delle reti in nazionale ― Slovenia | Cronologia completa delle presenze e delle reti in nazionale ― Slovenia | Cronologia completa delle presenze e delle reti in nazionale ― Slovenia |
| Data                                                                    | Città                                                                   | In casa                                                                 | Risultato                                                               | Ospiti                                                                  | Competizione                                                            | Reti                                                                    | Note                                                                    |
| ----------------------------------------------------------------------- | ----------------------------------------------------------------------- | ----------------------------------------------------------------------- | ----------------------------------------------------------------------- | ----------------------------------------------------------------------- | ----------------------------------------------------------------------- | ----------------------------------------------------------------------- | ----------------------------------------------------------------------- |
| 11-11-2016                                                              | Attard                                                                  | Malta                                                                   | 0 – 1                                                                   | Slovenia                                                                | Qual. Mondiali 2018                                                     | -                                                                       | 83’                                                                     |
| 14-11-2016                                                              | Breslavia                                                               | Polonia                                                                 | 1 – 1                                                                   | Slovenia                                                                | Amichevole                                                              | -                                                                       | 53’                                                                     |
| 4-9-2017                                                                | Lubiana                                                                 | Slovenia                                                                | 4 – 0                                                                   | Lituania                                                                | Qual. Mondiali 2018                                                     | -                                                                       | 64’                                                                     |
| 5-10-2017                                                               | Londra                                                                  | Inghilterra                                                             | 1 – 0                                                                   | Slovenia                                                                | Qual. Mondiali 2018                                                     | -                                                                       | 55’                                                                     |
| 23-3-2018                                                               | Klagenfurt am Wörthersee                                                | Austria                                                                 | 3 – 0                                                                   | Slovenia                                                                | Amichevole                                                              | -                                                                       | 86’                                                                     |
| 27-3-2018                                                               | Lubiana                                                                 | Slovenia                                                                | 0 – 2                                                                   | Bielorussia                                                             | Amichevole                                                              | -                                                                       | 77’                                                                     |
| 2-6-2018                                                                | Podgorica                                                               | Montenegro                                                              | 0 – 2                                                                   | Slovenia                                                                | Amichevole                                                              | -                                                                       | 46’ 54’                                                                 |
| 6-9-2018                                                                | Lubiana                                                                 | Slovenia                                                                | 1 – 2                                                                   | Bulgaria                                                                | UEFA Nations League 2018-2019 - 1º turno                                | -                                                                       | 73’                                                                     |
| 9-9-2018                                                                | Nicosia                                                                 | Cipro                                                                   | 2 – 1                                                                   | Slovenia                                                                | UEFA Nations League 2018-2019 - 1º turno                                | -                                                                       | 83’                                                                     |
| 13-10-2018                                                              | Oslo                                                                    | Norvegia                                                                | 1 – 0                                                                   | Slovenia                                                                | UEFA Nations League 2018-2019 - 1º turno                                | -                                                                       |                                                                         |
| 16-11-2018                                                              | Lubiana                                                                 | Slovenia                                                                | 1 – 1                                                                   | Norvegia                                                                | UEFA Nations League 2018-2019 - 1º turno                                | -                                                                       | 84’                                                                     |
| 21-3-2019                                                               | Haifa                                                                   | Israele                                                                 | 1 – 1                                                                   | Slovenia                                                                | Qual. Euro 2020                                                         | 1                                                                       | 85’                                                                     |
| 24-3-2019                                                               | Lubiana                                                                 | Slovenia                                                                | 1 – 1                                                                   | Macedonia del Nord                                                      | Qual. Euro 2020                                                         | -                                                                       | 71’                                                                     |
| 7-6-2019                                                                | Vienna                                                                  | Austria                                                                 | 1 – 0                                                                   | Slovenia                                                                | Qual. Euro 2020                                                         | -                                                                       |                                                                         |
| 6-9-2019                                                                | Lubiana                                                                 | Slovenia                                                                | 2 – 0                                                                   | Polonia                                                                 | Qual. Euro 2020                                                         | 1                                                                       | 85’                                                                     |
| 9-9-2019                                                                | Lubiana                                                                 | Slovenia                                                                | 3 – 2                                                                   | Israele                                                                 | Qual. Euro 2020                                                         | -                                                                       |                                                                         |
| 10-10-2019                                                              | Skopje                                                                  | Macedonia del Nord                                                      | 2 – 1                                                                   | Slovenia                                                                | Qual. Euro 2020                                                         | -                                                                       |                                                                         |
| 13-10-2019                                                              | Lubiana                                                                 | Slovenia                                                                | 0 – 1                                                                   | Austria                                                                 | Qual. Euro 2020                                                         | -                                                                       |                                                                         |
| 16-11-2019                                                              | Lubiana                                                                 | Slovenia                                                                | 1 – 0                                                                   | Lettonia                                                                | Qual. Euro 2020                                                         | -                                                                       |                                                                         |
| 3-9-2020                                                                | Lubiana                                                                 | Slovenia                                                                | 0 – 0                                                                   | Grecia                                                                  | UEFA Nations League 2020-2021 - 1º turno                                | -                                                                       |                                                                         |
| 6-9-2020                                                                | Lubiana                                                                 | Slovenia                                                                | 1 – 0                                                                   | Moldavia                                                                | UEFA Nations League 2020-2021 - 1º turno                                | -                                                                       | 85’                                                                     |
| 11-11-2020                                                              | Lubiana                                                                 | Slovenia                                                                | 0 – 0                                                                   | Azerbaigian                                                             | Amichevole                                                              | -                                                                       | 68’                                                                     |
| 15-11-2021                                                              | Capodistria                                                             | Slovenia                                                                | 2 – 1                                                                   | Kosovo                                                                  | UEFA Nations League 2020-2021 - 1º turno                                | -                                                                       | 68’                                                                     |
| 18-11-2020                                                              | Atene                                                                   | Grecia                                                                  | 0 – 0                                                                   | Slovenia                                                                | UEFA Nations League 2020-2021 - 1º turno                                | -                                                                       | 76’                                                                     |
| 24-3-2021                                                               | Lubiana                                                                 | Slovenia                                                                | 1 – 0                                                                   | Croazia                                                                 | Qual. Mondiali 2022                                                     | -                                                                       | 69’                                                                     |
| 27-3-2021                                                               | Sochi                                                                   | Russia                                                                  | 2 – 1                                                                   | Slovenia                                                                | Qual. Mondiali 2022                                                     | -                                                                       | 75’                                                                     |
| 1-6-2021                                                                | Skopje                                                                  | Macedonia del Nord                                                      | 1 – 1                                                                   | Slovenia                                                                | Amichevole                                                              | -                                                                       | 61’                                                                     |
| 4-6-2021                                                                | Capodistria                                                             | Slovenia                                                                | 6 – 0                                                                   | Gibilterra                                                              | Amichevole                                                              | 2                                                                       | 46’                                                                     |
| 1-9-2021                                                                | Lubiana                                                                 | Slovenia                                                                | 1 – 1                                                                   | Slovacchia                                                              | Qual. Mondiali 2022                                                     | -                                                                       | 83’                                                                     |
| 4-9-2021                                                                | Lubiana                                                                 | Slovenia                                                                | 1 – 0                                                                   | Malta                                                                   | Qual. Mondiali 2022                                                     | -                                                                       | 70’                                                                     |
| 7-9-2021                                                                | Spalato                                                                 | Croazia                                                                 | 3 – 0                                                                   | Slovenia                                                                | Qual. Mondiali 2022                                                     | -                                                                       | 65’                                                                     |
| 8-10-2021                                                               | Ta' Qali                                                                | Malta                                                                   | 0 – 4                                                                   | Slovenia                                                                | Qual. Mondiali 2022                                                     | 1                                                                       | 61’                                                                     |
| 11-10-2021                                                              | Maribor                                                                 | Slovenia                                                                | 1 – 2                                                                   | Russia                                                                  | Qual. Mondiali 2022                                                     | -                                                                       | 1’ 72’                                                                  |
| 11-11-2021                                                              | Trnava                                                                  | Slovacchia                                                              | 2 – 2                                                                   | Slovenia                                                                | Qual. Mondiali 2022                                                     | -                                                                       |                                                                         |
| 26-3-2022                                                               | Al Rayyan                                                               | Croazia                                                                 | 1 – 1                                                                   | Slovenia                                                                | Amichevole                                                              | -                                                                       | 63’                                                                     |
| 2-6-2022                                                                | Lubiana                                                                 | Slovenia                                                                | 0 – 2                                                                   | Svezia                                                                  | UEFA Nations League 2022-2023 - 1º turno                                | -                                                                       | 46’                                                                     |
| 5-6-2022                                                                | Belgrado                                                                | Serbia                                                                  | 4 – 1                                                                   | Slovenia                                                                | UEFA Nations League 2022-2023 - 1º turno                                | -                                                                       | 63’                                                                     |
| 9-6-2022                                                                | Oslo                                                                    | Norvegia                                                                | 0 – 0                                                                   | Slovenia                                                                | UEFA Nations League 2022-2023 - 1º turno                                | -                                                                       | 66’ 90+1’                                                               |
| 12-6-2022                                                               | Lubiana                                                                 | Slovenia                                                                | 2 – 2                                                                   | Serbia                                                                  | UEFA Nations League 2022-2023 - 1º turno                                | -                                                                       | 46’                                                                     |
| 24-9-2022                                                               | Lubiana                                                                 | Slovenia                                                                | 2 – 1                                                                   | Norvegia                                                                | UEFA Nations League 2022-2023 - 1º turno                                | 1                                                                       | 64’ 88’                                                                 |
| 17-11-2022                                                              | Cluj-Napoca                                                             | Romania                                                                 | 1 – 2                                                                   | Slovenia                                                                | Amichevole                                                              | -                                                                       | 46’                                                                     |
| 20-11-2022                                                              | Lubiana                                                                 | Slovenia                                                                | 1 – 0                                                                   | Montenegro                                                              | Amichevole                                                              | -                                                                       |                                                                         |
| 16-6-2023                                                               | Helsinki                                                                | Finlandia                                                               | 2 – 0                                                                   | Slovenia                                                                | Qual. Euro 2024                                                         | -                                                                       | 55’ 65’                                                                 |
| 19-6-2023                                                               | Lubiana                                                                 | Slovenia                                                                | 1 – 1                                                                   | Danimarca                                                               | Qual. Euro 2024                                                         | 1                                                                       | 81’                                                                     |
| 7-9-2023                                                                | Lubiana                                                                 | Slovenia                                                                | 4 – 2                                                                   | Irlanda del Nord                                                        | Qual. Euro 2024                                                         | 2                                                                       |                                                                         |
| 10-9-2023                                                               | Serravalle                                                              | San Marino                                                              | 0 – 4                                                                   | Slovenia                                                                | Qual. Euro 2024                                                         | -                                                                       | 71’                                                                     |
| 14-10-2023                                                              | Lubiana                                                                 | Slovenia                                                                | 3 – 0                                                                   | Finlandia                                                               | Qual. Euro 2024                                                         | -                                                                       | 80’                                                                     |
| 17-10-2023                                                              | Belfast                                                                 | Irlanda del Nord                                                        | 0 – 1                                                                   | Slovenia                                                                | Qual. Euro 2024                                                         | -                                                                       | 56’ 76’                                                                 |
| 20-11-2023                                                              | Lubiana                                                                 | Slovenia                                                                | 2 – 1                                                                   | Kazakistan                                                              | Qual. Euro 2024                                                         | -                                                                       | 87’                                                                     |
| 21-3-2024                                                               | Ta' Qali                                                                | Malta                                                                   | 2 – 2                                                                   | Slovenia                                                                | Amichevole                                                              | 1                                                                       |                                                                         |
| 26-3-2024                                                               | Lubiana                                                                 | Slovenia                                                                | 2 – 0                                                                   | Portogallo                                                              | Amichevole                                                              | -                                                                       | 67’                                                                     |
| 4-6-2024                                                                | Lubiana                                                                 | Slovenia                                                                | 2 – 1                                                                   | Armenia                                                                 | Amichevole                                                              | -                                                                       | 79’                                                                     |
| 8-6-2024                                                                | Lubiana                                                                 | Slovenia                                                                | 1 – 1                                                                   | Bulgaria                                                                | Amichevole                                                              | 1                                                                       | 61’                                                                     |
| 15-6-2024                                                               | Stoccarda                                                               | Slovenia                                                                | 1 – 1                                                                   | Danimarca                                                               | Euro 2024 - 1º turno                                                    | -                                                                       | 90+5’                                                                   |
| 20-6-2024                                                               | Monaco di Baviera                                                       | Slovenia                                                                | 1 – 1                                                                   | Serbia                                                                  | Euro 2024 - 1º turno                                                    | -                                                                       |                                                                         |
| 25-6-2024                                                               | Colonia                                                                 | Inghilterra                                                             | 0 – 0                                                                   | Slovenia                                                                | Euro 2024 - 1º turno                                                    | -                                                                       | 86’                                                                     |
| 1-7-2024                                                                | Francoforte sul Meno                                                    | Portogallo                                                              | 0 – 0 dts (3 – 0 dtr)                                                   | Slovenia                                                                | Euro 2024 - Ottavi di finale                                            | -                                                                       | 74’                                                                     |
| 6-9-2024                                                                | Lubiana                                                                 | Slovenia                                                                | 1 – 1                                                                   | Austria                                                                 | UEFA Nations League 2024-2025 - 1º turno                                | -                                                                       | 63’                                                                     |
| 10-10-2024                                                              | Oslo                                                                    | Norvegia                                                                | 3 – 0                                                                   | Slovenia                                                                | UEFA Nations League 2024-2025 - 1º turno                                | -                                                                       | 57’                                                                     |
| 13-10-2024                                                              | Almaty                                                                  | Kazakistan                                                              | 0 – 1                                                                   | Slovenia                                                                | UEFA Nations League 2024-2025 - 1º turno                                | -                                                                       | 71’                                                                     |
| 17-11-2024                                                              | Vienna                                                                  | Austria                                                                 | 1 – 1                                                                   | Slovenia                                                                | UEFA Nations League 2024-2025 - 1º turno                                | -                                                                       | 81’                                                                     |
| Totale                                                                  |                                                                         | Presenze                                                                | 61                                                                      |                                                                         | Reti (8º posto)                                                         | 12                                                                      |                                                                         |

## Palmarès

### Club
- Campionato svizzero: 2

Basilea: 2015-2016, 2016-2017
- Coppa Svizzera: 1

Basilea: 2016-2017
- Coppa di Slovacchia: 1

Slovan Bratislava: 2017-2018
- Campionato slovacco: 1

Slovan Bratislava: 2018-2019
- Coppa di Lega portoghese: 1

Sporting Lisbona: 2020-2021
- Coppa di Grecia: 1

Panathīnaïkos: 2023-2024

### Individuale
- Capocannoniere del campionato sloveno: 1

2015-2016 (17 gol, a pari merito con Rok Kronaveter e Jean-Philippe Mendy)
- Capocannoniere della campionato slovacco: 1

2018-2019 (29 gol)